# Roeselia shimekii
Roeselia shimekii är en fjärilsart som beskrevs av Inoue 1970. Roeselia shimekii ingår i släktet Roeselia och familjen trågspinnare. Inga underarter finns listade.